# 1943 au Manitoba
Chronologie du Manitoba
- 1939
- 1940
- 1941
- 1942
- 1943
- 1944
- 1945
- 1946
- 1947

Cette page concerne des événements survenus en 1943 dans la province canadienne du Manitoba.

## Politique
- Premier ministre : John Bracken puis Stuart Garson
- Chef de l'Opposition :
- Lieutenant-gouverneur : Roland Fairbairn McWilliams
- Législature :

## Naissances
- 27 septembre : Randy Bachman, né à Winnipeg, auteur-compositeur-interprète et musicien.